# NGC 6476
NGC 6476 је звезда или звезде у сазвежђу Стрелац која се налази на NGC листи објеката дубоког неба.
Деклинација објекта је - 29° 7' 12" а ректасцензија 17h 54m 12,0s. Привидна величина (магнитуда) објекта NGC 6476 износи 3,3.